# Biryand
Biryand (en persa: بيرجند‎) es la capital de la provincia iraní Jorasán del Sur localizada al este de Irán. Cuenta con una población de 183.010 habitantes.

## Geografía
Biryand se encuentra al este de Irán, a 32º52'48" N de latitud y 59º13'12" E de longitud y a una altitud de 1455 m s. n. m. Se localiza a una distancia de 1.309 km de Teherán, la capital iraní. La ciudad se encuentra asentada sobre bajas colinas y es dividida por el río Khusf, cuyo lecho está normalmente seco.

## Industria
Biryand se destaca por la exportación de azafrán y alfombras persas hechas a mano. Biryand se localiza en el "camino de la seda" del opio proveniente de Afganistán. La primera red de distribución urbana de agua en Irán fue instalada en la ciudad.

## Educación
La escuela de Shokatiyeh en Biryand, junto con la escuela Darolfonun en Teherán fueron las primeras escuelas públicas del país.

### Universidades
- Universidad de Biryand
- Universidad de Ciencias Médicas de Biryand  Archivado el 10 de agosto de 2007 en Wayback Machine.

## Prominencia
- Shah Seyyed Ali Kazemi.
- Primer ministro Asadollah Alam.
- Científico Dr. Mohammad Reza Hafeznia.
- Príncipe de corona Marcel Kasemi.
- Ahmad Kamyabi Mask, Profesor de Modern Drama y Teatro.
- Sima Bina, Vocalista
- Al-Biryandi, astrónomo